# Luís Augusto de Almeida Macedo

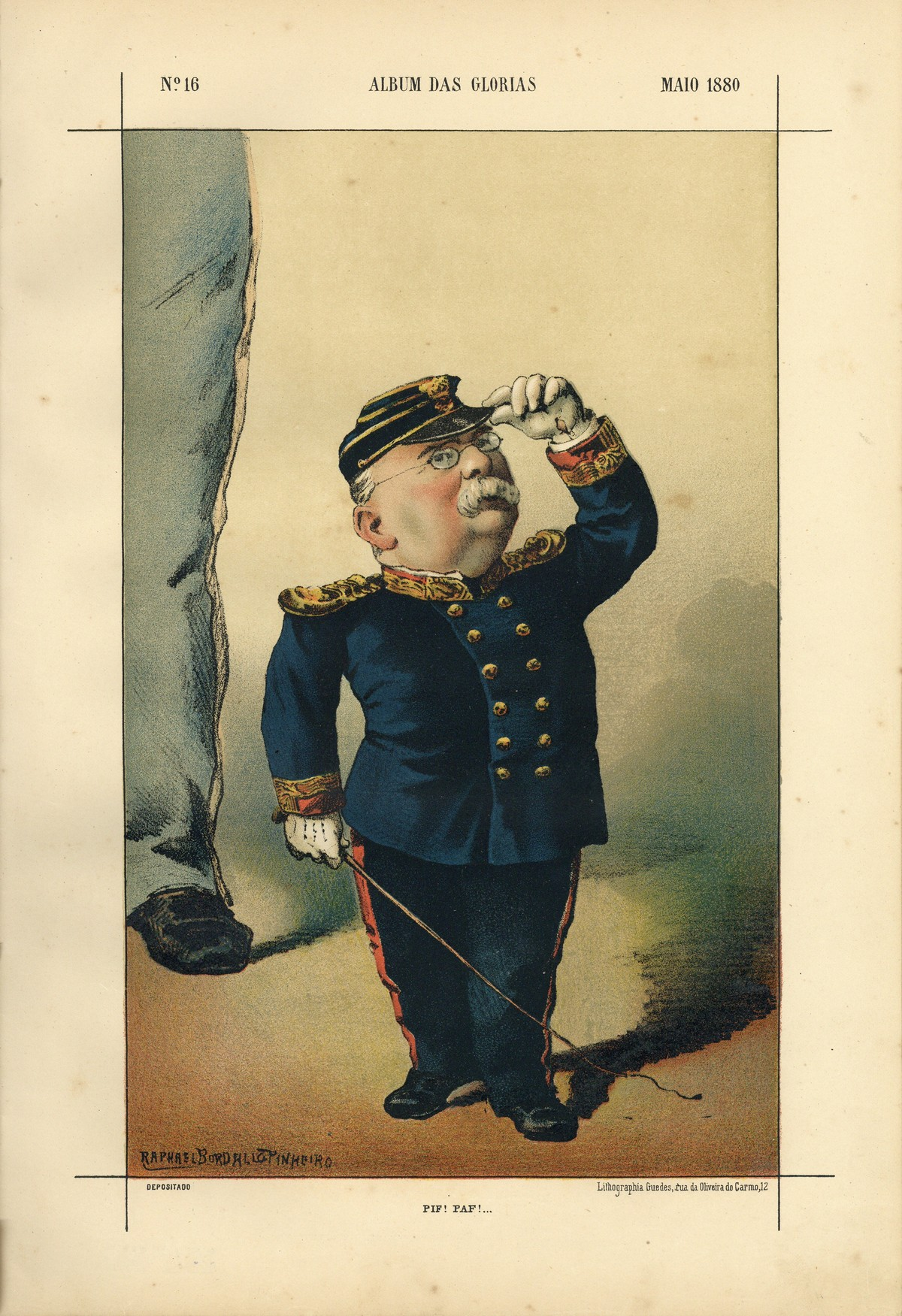
Caricatura no Álbum das Glórias, de Rafael Bordalo Pinheiro, 1881.

Luís Augusto de Almeida Macedo foi um administrador colonial português que exerceu o cargo de governador no antigo território português subordinado a Macau de Timor-Leste, entre 1856 e 1859, tendo sido antecedido por Manuel de Saldanha da Gama e sucedido por Afonso de Castro.